# بریستول اف. ۳ای
بریستول اف. ۳ای (به انگلیسی: Bristol F.3A) یک هواگرد ساختِ کارخانهٔ بریستول ایروپلین در کشور بریتانیا است . 